# Дубово (Підляське воєводство)
Дубово (пол. Dubowo) — село в Польщі, у гміні Сейни Сейненського повіту Підляського воєводства.
Населення — 99 осіб (2011).
У 1975-1998 роках село належало до Сувальського воєводства.

## Демографія
Демографічна структура станом на 31 березня 2011 року:
|          | Загалом | Допрацездатний вік | Працездатний вік | Постпрацездатний вік |
| -------- | ------- | ------------------ | ---------------- | -------------------- |
| Чоловіки | 48      | 12                 | 28               | 8                    |
| Жінки    | 51      | 7                  | 29               | 15                   |
| Разом    | 99      | 19                 | 57               | 23                   |